# Караими
Караими, Кримски Караити или Караји (кримско-караимски: Кърымкъарайлар јд. къарай – qaray; тракајско-караимски: јд. karaj, мн. karajlar; хебр. קראי מזרח אירופה, тур. Karaylar) су кримски Јевреји следбеници караитског јудаизма, употребљавају караимски језик, који припада кипчачкој грани туркијске породице језика. Живе у централној и источној Европи, највише на територији бившег руског царства, пре свега на Криму и у Литванији. Караими је руски, украјински, литвански и пољски назив за припаднике ове етничке групе.

## Порекло
Караими (на кримскотатарском језику Карајлари) говорници туркијског караитског језика су живели на Криму вековима. Њихово порекло је још увек неразјашњено. Неки их сматрају потомцима караитских Јевреја који су населили Крим и прихватили кипчачки језик. Други их сматрају потомцима Хазара или Кумана који су прихватили караитски јудаизам. Многи данашњи Караими одбијају етничко јеврејско порекло и идентификују се са Хазарима. Специјалисти за хазарску теорију порекла Караима, су предложили следеће:
- Караимски језик припада кипчачкој грани туркијских језика, док је хазарски језик из гране огурских језика. Нема блиске сродности ових двају туркијских језика;[10]
- Према наводима Хазарске Кореспонденције, хазарски јудаизам је највероватније облик талмудског јудаизма.[11] У традицији караитског јудаизма постоји само једна света књига Танах и он не признаје Талмуд;
- Хазари су нестали у 11. веку. Прва писања о кримским Караимима датирају с почетка 14. века.[12]

Садашњи Караими опстају упркос идентификацији са Јеврејима, наглашавајући своје „туркијско порекло” и тврдећи да они практикују „Мојсијеву религију” која је одвојена и другачија од јудаизма. Милер напомиње да Каирами са Крима нису заговарали постојање посебног идентитита одвојеног од идентитета осталих Јевреја све до почетка 19. века. Заговорници овог одвајања су Абрахам Фиркович и Сима Бабович како би избегли талас јаког антисемитизма.
Још од доба Златне хорде на овамо, Караими су насељавали села широм Крима и око Црног мора. За време Кримског каната, највеће заједнице Караима су биле у градовима: Чуфут кале, Судак, Феодосија и Бахчисарај.

## Историја

### Средњи век
Према многим изворима, виши сталежи хазарског друштва прешли су на јудаизам у 8. и 9. веку н.е. Опсег овог преласка није познат. По пропадању хазарског Каната, група Хазара учесника неуспелог устанка се придружила Мађарима у инвазији данашње Мађарске и ту се населила на крају 9. века. Археолошки остаци хазарских насеобина пронађени су у 20. веку у Трансилванији (данашња Румунија). Пронађени су натписи на каменим плочама ове садржине:
(први ред) „Његова вила (палата) је позната”.
(други ред) „Јуеди Кур Караит”.
Учењаци су ово узели као доказ да је бар део Хазара припадао караитској грани јудаизма.

### Велика кнежевина Литванија и државна заједница Пољске и Литваније
Према традицији Караима, Велики Војвода кнежевине Литваније Витолд је преселио једну групу кримских Караима у Литванију. Тамо су наставили да говоре својим језиком, мада постоје суштинске разлике између језика литванских и кримских Караима. Литвански Караими су се населили прво у Виљнус и Тракај, а потом Биржај, Пасвалис, Наујаместис и Упите.
Литвански Караими су касније населили територију данашње Белорусије и Украјине, које су биле под Великом кнежевином Литванијом. Караимске заједнице су се појавиле у Галичу и Кокизову (близу Лавова) у области Галиција, а такође и у Луцку и Деражну у области Волинија. Јевреји (рабинисти и караити) су у Литванији имали одређени степен аутономије, а на челу им је био Михел Езофович Старији. Тракајски Караими су одбили да се придржавају правила, наводећи постојање разлика у вери. Касније су се сви Јевреји, укључујући и Караиме, приклонили рабинском „Већу четири земље” и постали део система опорезивања „Већа земље Литваније” (1580–1646). Рабинити који су говорили јидишким су сматрали туркојезичне Караиме отпадницима, које треба држати у потчињеном положају. Караими су због тога били незадовољни. Године 1646, Караими су успели да избаце рабинисте из Тракаја. Упркос оваквим тензијама, 1680. године лидери рабинитских заједница су одбранили Карајиме села Шати (близу Тракаја) од крвне освете. Представници обеју група су потписали споразум 1714. године којим су се обавезали на поштовање повластица које су уживале обе стране и решавање размирица без укључивања нејеврејских власти.
Према традиционалним предањима кримских Караима (насталим у 20. веку у међуратној Пољској) преци кримских Караима су били земљорадници и чланови војске, како у Великој Кнежевини Литваније и Државној заједници Пољске и Литваније, тако и у кримском Канату. Према историјским документима Велике Кнежевине Литваније, главно занимање Кримских Караима је било зеленаштво. Имали су неке привилегије, па чак и били ослобођени од служења војске. У Кримском Канату, Караими су били угњетавани јер су Јевреји, а једна од забрана је била јахање коња.
Познати караимски учењаци у Литванији су били Исак бен Аврам Трокијски (1543–1598), Јозеф бен Мордекај Малиновски, Зера бен Натан Трокијски, Саломон бен Ахарон Трокијски, Езра бен Нисан (умро 1666) и Јосија бен Јуда (умро после 1658. године). Неки Караими су били јако богати.
За време државне заједнице Пољске и Литваније, Караими су платили високу цену за време устанка Хмељницког 1648. године и рата између Русије и државне заједнице Пољске и Литваније између 1654–1667 године. Многи градови су опљачкани и запаљени, међу њима Деражне и Тракај, где је остало само 30 породица 1680. године. Уништење караимског насеља Деражне 1649. године је описано у поеми (и на хебрејском и караимском) лидера заједнице Хазана Јозефа бен Јешуа Ха-Машбира. Католички мисионари су радили на покрштавању локалних Караима, мада нису имали много успеха.

### Руско царство
Лидери Караима 19. века, као што су Сима Бобовоч и Аврам Фрикович, су били главна покретачка снага иза напора да се промени положај Караима у правном систему Руског царства. Фрикович је био јако трврдоглав у намери да повеже Караиме са Хазарима, те је био оптужен за лажирање докумената и натписа којима је доказивао своје тврдње.
На крају, влада руског царства је признала Караиме као један од туркијских народа, а не део јеврејског народа. Пошто је оцењено да Караими нису одговорни за смрт Исуса, били су изузети од многих оштрих ограничења постављених другим Јеврејима. Имали су исти статус као и кримски Татари. Сродни Кримчаци, са сличним етнолингвистичком позадином, са том разликом што су они рабински јудаисти, били су обесправљени усвајањем антисемитских закона за време руског царства.
Соломон Самојлович Крим (1864-1936), кримски Караим агроном, изабран је 1906. године на заседању Прве Думе (1906–1907) за Кадет-а (Демократске партије). Новембра 16. 1918. године он постаје премијер краткотрајних кримских руских либерала, антисепаратистичке и антисовјетске владе, која је подржавала немачку војску.
По припајању Крима руском царству главни центар Караја постаје град Јевпаторија. Њихов статус под руском царском влашћу им је омогућио добар положај и деценијама касније.

### Ера Холокауста
Године 1934, представници караимске заједнице у Берлину затражили су од нацистичких вођа да искључе Караиме из антисемитских регулатива на основу њиховог статуса који имају у Русији, тврдећи да су они Руси. Агенција за утврђивање порекла и породице је установила да се са гледишта немачког закона, Караими не могу сматрати Јеврејима. Писмо Канцеларије за истраживање сродства Рајха званично наредио:
Караитска секта се не може сматрати јеврејском верском заједницом на основу параграфа 2, тачке 2 првог закона о стицању држављанства. Међутим, не може се утврдити да су Караими у целини крвно повезана група, јер се расна категоризација појединца не може одредити без његовог личног порекла и расних карактеристика…
Ова пресуда је поставила темељ за даље поступање нациста према караимској заједници у источној Европи. У исто време су Нацисти имали много резерви према Караимима. СС Обергрупенфирер Бергер Готлоб написао је новембра 24. 1944. године следеће:
„Њихова мојскијевска религија је недобродошла. Међутим, на основу расне припадности, језика и религијских догми ... дискриминација Караима је недопустива због њихових сродника (Бергер је овде мислио на кримске Татаре). Но, како не би нарушавали јединствену антијеврејску оријентацију нација под вођством Немачке, препоручује се овој малој групи могућност одвојеног постојања (на пример, на затвореним градилиштима близу радничких батаљона)...”
Упркос томе што су имали статус изузетих, групе Караима су масакриране у раним фазама рата. Немачки војници који су током инвазије наишли на Караите у Русији (Операција Барбароса), не знајући за њихов правни положај по немачком закону су их напали. Њих 200 је убијено код Бабиног Јара. Савезник Немаца, Вишијевска Француска је почела да захтева регистрацију Караима као Јевреја, али се све завршило добијањем нејеврејског статуса после добијање наредбе од Берлина.
Приликом испитивања ашкенаски рабини на Криму, су Немцима говорили да Караими нису Јевреји, са намером да их спасу субдине њихових рабинских сународника. Многи Караими су ризиковали животе кријући Јевреје тврдећи да су Јевреји део њихове заједница.
У Виљнусу и Тракају, нацисти су натерали караимског хакима Сераја Шапшала да направи листу чланова његове заједнице. Иако је дао све од себе, није успео да сачува све Караиме своје заједнице.

### Послератни период
Након што су Совјети преузели Крим од нацистичких снага 1944. године, совјетске власти пребројале су 6.357 преосталих Караима. Караими нису били подвргнути масовној депортацији за разлику од кримских Татара, Грка, Јермена и других, за које су совјетске власти тврдиле да су сарађивали са нацистима током окупације нацистичке Немачке. Неки појединачни Караими су депортовани.
Асимилација и емиграција су значајно смањили број чланова караимске заједнице. Неколико хиљада је преостало у Литванији, Белорусији, Украјини, Русији и Пољској. Мале заједнице постоје у Израелу, Турској, САД и Уједињеном Краљевству.

## Географска распрострањеност
Име „кримски Караити” се често тумачи као неправилно, пошто су многе гране ове заједнице пронашле пут до разних делова Европе. Током времена, неке од ових заједница су се шириле у читавом региону, укључујући и Крим. Према караитској традицији, све источноевропске караитске заједнице су произашле из оних са Крима, али неки модерни историчари сумњају у кримско порекло литванских Караима. Ипак, њихово име, „Кримски Караити”, користи се за турко-говорне Караиме, који би требало да потичу са Крима, разликујући их од историјских арамејско, хебрејско и арапско-говорних Караита Леванта, Анатолије и Блиског истока. За потребе писања овог чланака, термин „Кримски Караити”, „Караими” и „Караји” се користе наизменично (за Кримске Караите), док се термином „Караити” (без префикса кримски) означава караитска грана јудаизма.

### Литванија
Локалне заједнице Караима и даље постоје у Литванији (где су пре свега око Паневежиса и Тракаја) и Пољској. Попис из 1979. године у СССР-у је показао 3.300 Караима. Културна заједница Караима Литваније је основана 1988. године.
Према веб страници литванских Караима, Одсек за статистику Литваније је 1997. године спровео етностатистичко истраживање под називом „Караими у Литванији”. Одлучено је да се испитају сви одрасли Караими и мешовите породице у којима је бар један од чланова Караим. Током анкетирања, на почетку 1997. године било је 257 особа караимске националности, од којих је 32 деце до 16 година.

## Религија
До 20. века, Караизам је била једина религија Караима. Током руског грађанског рата значајан број Караима је побегао у Југославију, Чехословачку, Пољску и Мађарску, а потом у Француску и Немачку. Већина њих је прешла на хришћанство.
Еманципација кримских Караита у руском царству је изазвало културну асимилацију, праћену секуларизацијом. Овај процес је настављен широм СССР-а док су кенесе биле затворене.
Године 1928. секуларни караимски филолог Сераја Шапшал је изабран за хакама пољских и литванских Караима. Као велики присталица теорије руског оријенталисте В. Григорјева о хазарском пореклу кримских Караита, Шапшал ствара караимску религију и историјску доктрину о дејудаизацији.
Средином тридесетих година, он је почео да ствара теорију која описује алтај-турскијско порекло Караима и паганске корене караитских религијских учења (обожавање светог храста, политеизам, где је врховни бог Тенгри, жртва). Шапшалова доктрина је и даље тема критичког истраживања и јавне расправе.
Направио је низ других промена у циљу туркификације Караима и брисања елемената караитског јудаизма из њихове културе и језика. Он је издао наређење којим се укида учење хебрејског у караитским школама и замењује имена јеврејских празника и месеци са туркијским еквивалентима (табела) .
Према Шапшалу, Кримски Караити су били пагани који су усвојили Мојсијеве законе, али су наставили да се придржавају својих древних турскијских веровања. Осим тога, тврдио је да су Караити вековима поштовали Исуса и Мухамеда као пророке. У пост-совјетском периоду, Шапшалова теорија о историји и пореклу је даље развијана у модерним карајларским публикацијама (нпр. „Легенде кримских Караита”) и званично ју је усвојило удружење кримских Караима “Крымкарайлар”, као једини исправан поглед на караимску прошлост и садашњост у 2000. години.

### Еволуција кримско-караитских имена празника у 20. веку
| Пасха      | Хаг ха-маца (Фестивал бесквасног хлеба)                                                            | Тимбил Чуџи                | Бесквасни хлеб («Тимбил») фестивал |
| Омер       | Сефира - Бројање Омера                                                                             |                            |                                    |
|            | | Сан Баши                   | Почетак бројања                    |
|            | | Јарти Сан                  | Средина бројања                    |
| Шавуот     | Хаг Шавуот - Гозбе недеље                                                                          | Афталар Чудзи              | Гозбе недеље                       |
| 9. Тамуз   | Чом Харевији (4. месец поста)                                                                      | Бурунху Оруч               | Први пост                          |
| 7. Ав      | Чом Хахамиши (5. месец поста)                                                                      | Ортанчи Оруч               | Средина поста                      |
| 10. Ав     | Јом ха-Чурбан - Дан уништења (Соломонов храм). - Друго име: "Недава"(приношење жртвоване животиње) | Курбан                     | Жртвовање                          |
| Рош Хашана | Јом Теру'ах - Дан дувања у Шофар                                                                   | Биру Киуниу                | Дан рогова                         |
| Јом кипур  | буквално "Дан помирења"                                                                            | Бошатлих Киуниу            | Дан помирења                       |
| Гедалија   | Чом Хашвији (7. месец поста)                                                                       | изостављено                |                                    |
| Сукот      | "Хаг Ха Асиф" - буквално "Табернакул" - "Фестивал жетве"                                           | Алачих Чудзу или Орак Тоју | Фестивал жетве                     |
| 9. Тавет   | Чом Хасири ((10. месец поста))                                                                     | Оруч                       | Пост                               |
| Пурим      | "Судбина".                                                                                         | Киниш                      | троугласти колач са са филом .     |
|            | Не сматра се празником                                                                             | Јил Баши                   | Почетак године                     |

## Генетика
Леон Кул и Кевин Алан Брук предводили су прву научну студију кримских Караита користећи генетско тестирање Y хромозома ДНК и митохондријалну ДНК, а резултати су показали да су кримски Караити заправо делимично блискоисточног порекла и повезани са потомцима рабинских Јевреја.

## Култура

### Језик
Караимски језик је кипчачко-туркијски језик, сродан кримотатарском, Армено-кипчачком и осталим. Поред много различитих утицаја на караимски језик, најранији је утицај арапског, хебрејског и персијског, они су први променили изглед караимског речника. Касније, због значајног пољског, руског и украјинског утицаја, многе словенске и балтичке речи ушле су у језик пољских, литванских, украјинских и руских Караима. Хебрејски је остао у употреби у литургијске сврхе. Након окупације Крима, Турски језик се користио за пословне и управљачке сврхе. Постоје три различита дијалекта: 
- Тракајски дијалект, који се користи у Тракају и Виљнусу, (Литванија)
- Луцко-галички дијалект који се говори у Луцку (до Другог светског рата) и Галичу и
- Кримски дијалект.

Последњи припада источној групи, док су тракајски и галички део западне групе дијалеката. Тренутно само мали број Караима говори караимским језиком, око 210 (72 који говоре кримским, 118 тракајским и око 20 галичким дијалектом).

### Кухиња
Најпознатија храна је Кибин, руско име Кибина (множина Кибин), караимски назив кибин (множина кибинлар). Кибинлар су пите од укисељеног теста у облику полумесеца са надевом сецкане говедине или овчетине, печене у пећници или у папиру за печење. Други оброци који су заједнички за кримске Караите и Липка Татаре су чебурек, пелмени и шашлик (Најчешће се производе од овчетине).
Свечана јела кувана за верске празнике и свадбе су:
- Тимбил је округли колач пасхе и без квасца,[56] умешен са кремом и маслацем или маслацем и јајима. Име овог празника је Тимбил Чиџи[57],
- Квалтама  је пита која се прави за празник Шивут (Афтала Чуџи[57]). То је пита од сирева, која има седам слојева који симболишу седам недеља после пасхе, четири слоја квасца, три сира.
- Свадбени колач је Кијовлиук (са младожењине стране) и Киелинлик (са младине стране).